# Tiësto
Tijs Michiel Verwest (* 17. ledna 1969 Breda), profesionálně známý jako Tiësto, je nizozemský DJ a producent elektronické taneční hudby. V minulosti používal několik přezdívek, nicméně většina jeho práce je známa pod jménem DJ Tiësto. V nejnovější produkci ale vypouští známku "DJ" a je znám pouze jako "Tiësto". Tato přezdívka je zkomoleninou jeho jména v dětství.
V roce 1997 založili s přítelem Arny Blinkem vydavatelství Black Hole Recordings, kde vydal svá první CD; Magik a In Search of Sunrise. V letech 1999 a 2000 založili s Ferry Corstenem vlastní trance hnutí zvané Gouryella. V roce 2000 udělal remix písně Silence od kapely Delerium uvádějící Sarah McLachlanovou. Díky tomuto remixu, který se dodnes řadí mezi jeho nejslavnější písně jak si sám velký umělec pochvaluje, si jej oblíbil větší okruh posluchačů. O rok později vydal album In My Memory, ve kterém se nacházelo již několik velkých hitů, které odstartovaly jeho kariéru. Časopisem DJ Magazine byl třikrát za sebou jmenován nejlepším DJ roku v letech 2002 až 2004.
Sotva po vydání druhého alba Just Be se představil v roce 2004 na zahajovacím ceremoniálu letní olympiády v Aténách. Tím se stal prvním DJ, který živě zahrál v historii olympijských her. Zvlášť pro tento ceremoniál vytvořil několik písní, které byly později spojeny v jeden mix a vydány na konci roku. V dubnu 2007 vydal album Elements of Life, v pořadí již třetí studiové album. V Nizozemsku a USA se toto album umístilo v hodnocení na prvním místě a v roce 2008 bylo dále nominováno na Grammy Award. Nejnovější, v pořadí čtvrté album Kaleidoscope, bylo vydáno v říjnu 2009.
Poprvé se Tiësto objevil v ČR v roce 2003 na festivalu Creamfields. Následně v rámci své tour rovněž několikrát navštívil ČR: 18. září 2009 zahrál v O2 areně. V roce 2011 zavítal pro změnu do Brna, kde 17. června vystoupil.

## Život a osobní kariéra

### 1969–2000: Mládí, začátky
Tijs se narodil ve nizozemském městě Breda v lednu 1969. Již od dvanácti let měl velký zájem o hudbu. Od čtrnácti let se začal hudbě více věnovat a začal být profesionálním DJem na školních akcích. Později se přesunul do místních klubů, kde byl téměř 10 let, v letech 1985–1994, zabydleným DJem. Na hraní v klubech ho musel přesvědčit kamarád Wilfred, který mu rovněž dělal manažera. V malém klubu The Spock v rodném městě hrával v oddělené místnosti o víkendech od deseti večer do čtyř ráno. Ze začátku hrál styly jako New Beat a acid house. Jeho oblíbeným interpretem byla také Madonna, protože její styl hudby prozrazoval, že má ráda tanec.
V roce 1994 již začal zveřejňovat vlastní materiál na odnoži Noculan Records. V tuto dobu ovšem dělal hardcore techno/gabber songy pod jmény jako Da Joker nebo DJ Limited. Později si jej všiml generální manažer nahrávací společnosti Basic Beat Recordings a na konci roku 1994 se zavázal pod vydavatelství (label) Basic Beat, kde se poznal s Arny Binkem, na jehož sublabelu Trashcan zveřejňoval svoji tvorbu. Spolu poté vytvořili vlastní sublabel Guardian Angel, kde spustili oblíbenou sérii Forbidden Paradise (tento sublabel spadal stále pod Basic Beat). V letech 1995 a 1996 zveřejnil několik svých nahrávek na Bonzai Jumps a XTC, sublabelech nahrávací společnosti Lightning Records.
Na konci roku 1997 se Arny a Tiësto rozhodli opustit Basic Beat a založili vlastní vydavatelství; Black Hole Recordings. Trashcan zanikl a Guardian Angel pokračoval ve zveřejňování hudby až do roku 2002. Tiësto zveřejnil Pod Black Hole Recordings tance sérii Magik a v roce 1998 dále vytvořil dva sublabely (vydavatelství spadající pod BHR) – In Trance We Trust a SongBird. Během následující tvorby se seznámil s Hardy Hellerem a domluvili se na zveřejnění nahrávek skrz Black Hole Recordings. In Search of Sunrise byla další osmidílná série zveřejněná na sublabelu BHR, SingBird. V roce 1999 spojil síly s Ferry Corstenem a založili hnutí Gouryella (1999–2001). V tuto dobu probíhalo obrovské rozšíření transu – vyšlo 20 rozdílných CD pod 9 odlišnými vydavatelstvími. V letech 1998–2000 spolupracoval pod jménem Kamaya Painters s nizozemským producentem jménem Benno de Goeij. Od listopadu 1999 hrál v jednom z nejpopulárnějších britských klubů. Ve stejném roce zahrál i 12 hodinový set, což bylo jeho nejdelší vystoupení v Amsterdamu.

### 2000–2002: Cesta ke slávě
Ke konci roku 2000 se Tiësto rozhodl odevzdat se vlastní práci a opustit Ferryho. Dále se věnoval další produkci v rámci Gouryelly. Nahrávací společnost požadovala více tracků a tak již nemohli pracovat společně. V rámci první kompilace ITWT (In Trance We Trust) představil Tiësto Armin van Buurena, Johan Gielena a právě Ferry Corstena. Díky smlouvě s vydavatelstvím Nettwerk se Tiëstovi povedlo vydat debutový mix Summerbreeze ve Spojených státech. Tento mix obsahoval i proslulou píseň Silence, která se měsíc držela v TOP10 britských hitparád. V roce 2000 vydal In Search of Sunrise 2. Následně se rozhodl vytvořit trance sublabel Magik Muzik, který mimo Tiëstovy vlastní tvorby zveřejňoval i interprety Filterheadz, Oliver Lieb, Mark Norman, Mojado, Phynn a Jes Brieden. Tento label získal obchodní známku která stála za elektronickou taneční hudbou vysoké kvality.
jeho proslulost začínala vzrůstat na počátku roku 2000, kdy zahrál na velké párty v rámci nizozemské zábavní společnosti a po vydání svého prvního sólového alba In My Memory v roce 2001. Album obsahovalo v deseti singlech 5 velkých hitů. Jedním z největších byl track In My Memory, který obdržel vysoké hodnocení v amerických hitparádách. Píseň Magik Journey zase otevírala "Tiësto in Concert", což byl koncert v Nizozemsku roku 2003 pro 25000 lidí. V únoru 2002 zahrál několik hodin na nizozemském hudebním festivalu. Stejný měsíc dostal ocenění stříbrné hudební harfy. Toho roku stihl ještě obdržet "Lucky Strike Dance Award" jako nejlepší trans/progressive DJ. Během 18 dní projel Spojené státy s umělci jako Moby, David Bowie a Busta Rhymes. Poté, co se umístil na předních místech místní hitparády holandský hudebník Junkie XL s remixem Elvisovy písně "A Little Less Conversation", Tiësto zveřejnil remix písně Burning Love od stejného autora. Remix byl nominován v britském hodnocení Dance Award na nejlepší "nezbytný" rádio mix. V lednu 2003 dostává další ohodnocení během fastivalu Noorderslag. Po absolvování tour v USA s Mobym, udělal remix jeho písní "We Are All Made of Stars" a "Extreme Ways", rovněž roku 2003. V roce 2002 vydal remix In Search of Sunrise, který jako první obsahoval v názvu jeho místo: In Search of Sunrise 3: Panama. V březnu 2003 se Tiësto, Dieselboy, Bad Boy Bill a Noel Sanger zúčastnili PlayStation2 Dual Play tour. Účast Tiësta a Noela proběhla od 13. dubna do 6. června.

### 2003–2004: Just Be, letní olympiáda
Jeho sláva pokračovala na konci roku 2000 šesti-hodinovým setem Tiësto Solo, na kterém se představil bez jakéhokoli jiného DJe. Nápad hraní jednoho DJ před velkým publikem byl doveden na vrchol právě Tiëstem, kdy se 10. března 2003 představil v Nizozemsku před 25 000 lidmi. Koncert později dostal název Tiësto in Concert a byl vydán na DVD. Tato nová myšlenka měla obrovský úspěch. Za rok v říjnu si zopakoval po dvou po sobě jdoucích nocích stejný druh představení, každý pro 35 000 fanoušků. O týden později si připravil podobnou akci pro 20 000 lidí. DVD z druhého koncertu bylo rovněž zveřejněno, dostalo jméno Tiësto in Concert 2. DVD ukázala cestu od první myšlenky až po provedení této úspěšné akce. Mimo to uvádí i interprety jako Andain, Dinand Woesthoff nebo Jan Johnston v živém vstupu. Na DVD najdeme živou hudbu a představení různých tanečníků během setu. Pozadí události je tajuplná hudební výprava kolem světa založená na námět Magik. Obsahuje více než 200 minut show, na druhém disku se nachází záběry "mimo kameru" o přípravách události, videoklip pro píseň Traffic a televizní reklamy na koncert. Na druhém DVD se nachází tvorba ostatních DJů a najdeme zde i hudební nástroje. Během let 2002, 2003 a 2004 byl britským časopisem DJ Magazine označen za nejlepšího DJe planety. V roce 2004 uvedl album Just Be uvádějící nový jeho první singl Traffic. Toto byla první píseň za 23 let, která se bez jakéhokoli zpěvu umístila na první pozici v nizozemských národních hitparádách. Píseň Sweet Misery byla původně pro Evanescence, nicméně píseň byla kompletně dokončena až po vydání jejich alba. V roce 2004 udělal remix písně Rain Down on Me od nizozemské skupiny Kane. Tento remix se objevil jako hudební téma pro pravidelnou sérii od EA Sports FIFA 2004. Na podporu svého nového alba Just Be zahrál v několika holandských městech, tato tour byla poté nazvána Just Be: Train Tour. V květnu 2004 byl jmenován hrdým členem "Orde van Oranje-Nassau", nizozemským vyznamenáním pro důležité holanďany. Tuto hodnost mu udělila královna Beatrix.
V rámci příprav na olympiádu 2004 v Aténách Tiësta oslovili pořadatelé, zdali by zahrál na uváděcím ceremoniálu. Tím se stal prvním DJem v historii olympijských her, který se vyskytl na pódiu. Do Atén přiletěl v lednu 2004 v rámci schůzky s pořadateli. DVD Tiësto in Concert z minulého roku je velice zaujalo a požádali ho, zdali by nemohl udělat více podobných písní tracku Adagio for Strings, který svou kombinací klasické a moderní hudby skvěle vyhovoval pro právě nadcházející událost. Požadovali také, aby zahrál nějakou vlastní tvorbu. První poslech proběhl 7. srpna před prázdným stadionem, další den si Tiësta přišlo poslechnout 35 000 lidí. Z těchto lidí, kteří přišli dobrovolně, již někteří rozpoznávali melodie písní Traffic nebo právě zmíněného Adagia. Na poslední zkoušce, kde se účastnilo asi 60 000 lidí, se vyskytly technické problémy. Mixážní pult se poničil, monitory několikrát vypadly. Hudba na stadiónu nebyla pořád na stejné úrovni.
Všechny národnosti během slavnosti v pátek 13. srpna 2004 představily své atlety. Dohromady jich bylo 10500 a v publiku bylo 80000 lidí, ovšem jen 75000 vědělo o taneční hudbě. V průběhu jeho představení začali nizozemští atleti tancovat přímo před DJ kioskem a nakonec museli být zpacifikování pořadateli. Vystoupení zahrnovalo rovněž nové songy vytvořené přímo pro tuto speciální událost. Tyto písně měly speciální účel a duch olympijských her. V říjnu roku 2004 vyšly pod názvem Parade of the Athletes veškeré skladby hrané na této události v jednom mixu. Později si ale všiml, že tracky, které zahrál, nesplňovaly přesně pravidla zadané mezinárodní olympijskou organizací. Po velkém úspěchu zveřejnil jednotlivě veškeré skladby v plné délce na iTunes.

## In The Booth
Jsou to série, které začal vysílat na YouTube 18. ledna 2012 (Season 1). Zde můžeme vidět našeho interpreta v BackStage spolu s jeho přáteli na turné po celém světě. Připravuje se (Season 3) pro rok 2014.

## Tiësto's Club Life
Pořad Tiësto's Club Life je dvouhodinový set, který se poprvé objevil 6. dubna 2007 na holandském Radio 538. Je vysílán každý pátek od 22:00 do půlnoci.

## Diskografie
Studiová alba
- In My Memory (2001)
- Just Be (2004)
- Elements of Life (2007)
- Kaleidoscope (2009)
- A Town Called Paradise (2014)
- The London Sessions (2020)
- Drive (2023)